# Simfonia, D 615 (Schubert)
La Simfonia en re major, D 615, és una de les obres inacabades de Franz Schubert que sobreviu com un esborrany incomplet de quatre pàgines i 259 compassos, material escrit per a piano sol. És una de les seves sis simfonies inacabades. La va començar el mes de maig de 1818, i s'observen uns esquemes inicials de les parts de l'obertura del primer moviment i del moviment final. Va abandonar la simfonia després de haver avançat en aquesta fase inicial i mai hi va tornar a treballar; probablement per quedar insatisfet del què havia fet, tot i que Schubert viuria encara deu anys més. El director i compositor Brian Newbould ha fet una versió per a ser interpretada dels fragments existents, però una conclusió total de l'obra encara no s'ha intentat.

## Les simfonies inacabades de Schubert
Les quatre simfonies inacabades – D. 615, D. 708A, D. 729 (la setena), i D. 759 (la vuitena)– són fites en el desenvolupament simfònic de Schubert entre les simfonies núm. 6 i la núm. 9. Les quatre simfonies presenten diferents estats de desenvolupament: 
- D. 615, té part de la música de només de dos moviments (Allegro i Finale).
- D. 708A, té part de la música de tots quatre moviments.
- D. 729 (la núm. 7) estructuralment està acabada però no va ser plenament orquestrada.
- D. 759 (la núm. 8) té els primers dos moviments complets i orquestrats i un tercer moviment en un esquema per a piano incomplet.

Pel que fa a les influències rebudes: la Quarta simfonia té com a referent la música de Beethoven i també la del moviment artístic de l'Sturm und Drang, la Cinquena simfonia la influència de Mozart, i la Sisena simfonia la de la música de Rossini. Schubert havia escoltat música de Rossini abans de compondre la seva Simfonia núm. 6 i va quedar molt impressionat i, evidentment, va incorporar l'estil de Rossini en la seva música.
Després de compondre la Simfonia núm. 6, Schubert va patir una crisi en la seva producció simfònica, i no tenia clar si seguir el camí tenint a Rossini com a referent. La influència de Beethoven persistiria en tota la seva obra simfònica, però Schubert aviat creà el seu propi estil i volia explorar territori nou. Curiosament, ell havia escrit les seves primeres sis simfonies directament en una partitura per a orquestra, sense esborranys anteriors per a piano, però en la D 615 i la D 708A només sobreviu la música per a piano. Va retornar a escriure directament per a l'orquestra en la Simfonia núm. 7 i existeixen apunts per a piano de la Simfonia núm. 8. Aquests quatre simfonies inacabades ens mostren com era Schubert que, en una carta de mitjans de la dècada de 1820 havia dit que estava preocupat, "tot planejant un camí per [escriure] una magnífica simfonia [plans que realitzaria en la Novena simfonia]"; així, cal entendre la composició dels seus quartets de corda, l'octet i aquestes simfonies inacabades com a passos intermedis dins aquest gran pla musical. D'aquesta manera, aquest elevat nombre de grans simfonies inacabades troben una justificació com a mitjà per arribar a la gran Novena simfonia.